# جوليس-لويس بريتون
جوليس-لويس بريتون هو كيميائي ومهندس وسياسي فرنسي، ولد في 1 أبريل 1872 في كوريريس في فرنسا، وتوفي في 2 أغسطس 1940 في ميدون في فرنسا. نشط حزبياً في French Section of the Workers' International ‏. وقد انتخب عضو مجلس الشيوخ في الجمهورية الفرنسية الثالثة ‏ وانتخب نائب فرنسي.